# Jacques Zwobada
Jacques Zwobada (Neuilly, 6 agosto 1900 – Parigi, 6 settembre 1967) è stato uno scultore e pittore francese di origine ceca.

## Biografia
Nel maggio del 1918 si iscrive alla accademia di belle arti, fu ammesso definitivamente nella stessa scuola solamente nel 1923 dello stesso mese.
Il primo incarico di scultore arriva nel biennio 1925-1926, il monumento costruito in questo periodo da Zwobada sarà poi distrutto nella seconda guerra mondiale, esattamente nel 1944.
Nel 1929 realizza il monumento di Simón Bolívar a Quito, il decennio successivo intraprende la carriera di professore d'arte, incomincia nel 1950, a Fontenay, il monumento al generale Manda, monumento poi lasciato incompiuto.
Il 3 aprile 1956 la moglie Antonia Fieramonte muore e per lei realizza il mausoleo nel cimitero di Mentana, nel 1963 è nominato cavaliere della Legion d'onore e realizza 3 arazzi ad Aubusson.
Muore a Parigi nel 1967, viene sepolto a Mentana accanto alla moglie.

### Zwobada e Mentana
L'artista francese visse gran parte della sua vita a Mentana, infatti alla biblioteca comunale di Mentana c'è una mostra fotografica permanente su Jacques Zwobada, e nel cimitero Zwobada costrui un mausoleo per la moglie Antonia Fieramonte.

## Onori
- 1975: viene realizzata, in onore di Zwobada, una medaglia da Robert Couturier per il Club francese della medaglia
- 1969: Orfeo ed Euridice viene posto presso la Stazione di depurazione dell'acqua di Horly
- 1971: Lottatori viene esposto in un liceo di Salon-de-Provence
- 1975: Verticale, bronzo, viene sistemato nel parco della Facoltà di Lettere e Giurisprudenza all'Università di Amiens
- 1996: la scultura di Zwobada Metamorfosi viene donata al presidente ceco Vlaclav Havel
- 2003: il Comune di Roma ordina 2 bronzi La ballerina e Naïade

## Opere
- 1925 - 1926: busto del musicista André Caplet, Le Havre
- 1928: illustrazioni per Lo specchio di Gesù di Henry Ghéon e André Caplet, 37 illustrazioni
- 1929: monumento di Bolivar a Quito
- 1934: porta monumentale al cimitero monumentale di Belfor
- 1937 : 2 bassorilievi
- 1938 - 1939: un bassorilievo
- 1943: decorazioni per un albergo parigino
- 1945 - 1946: serie di 10 disegni per un'edizione limitata del libro Il pomeriggio di un fauno di Stéphane Mallarmé
- 1945 - 1946: serie di 25 illustrazioni per 25 poesie in edizione limitata su Charles Baudelaire
- 1952: figura di marmo per giardino privato di Caracas
- 1957: altorilievo per un liceo
- 1957: cartone in bianco e nero per il monumento funebre della moglie al cimitero di Mentana
- 1961: mosaico Invito al viaggio
- 1963: Opus incertum (22 x 12,5 m)
- 1967: Opus incertum (22 x 12,5 m)